# Frida Öhrn
Frida Maria Elisabet Öhrn, född 24 februari 1979 i Solna, Stockholms län, är en svensk sångare och låtskrivare. Hon var medlem i gruppen Oh Laura, vars låt "Release Me" blev en hit 2007 i bland annat Sverige, England, Polen, Australien och Irland efter att den använts i en TV-reklam för Saab. Öhrn har varit sångare i gruppen Cookies 'N' Beans. År 2016 startade hon det egna skivbolaget Eaglebrain och släppte sin första soloskiva.

## Utbildning
Öhrn gick på Solna kulturskola, där hon studerade dans, piano och sång. Under sin skoltid gick Öhrn ett år på Kungliga Svenska Balettskolan, ett år på sånglinjen i Solna estetiska gymnasium med vilka hon gjorde en turné i Zimbabwe, därefter gick hon två år på Rytmus musikkonservatorium och ett år på Memus Stockholms Musikkonservatorium.

## Karriär

### Artistsamarbeten

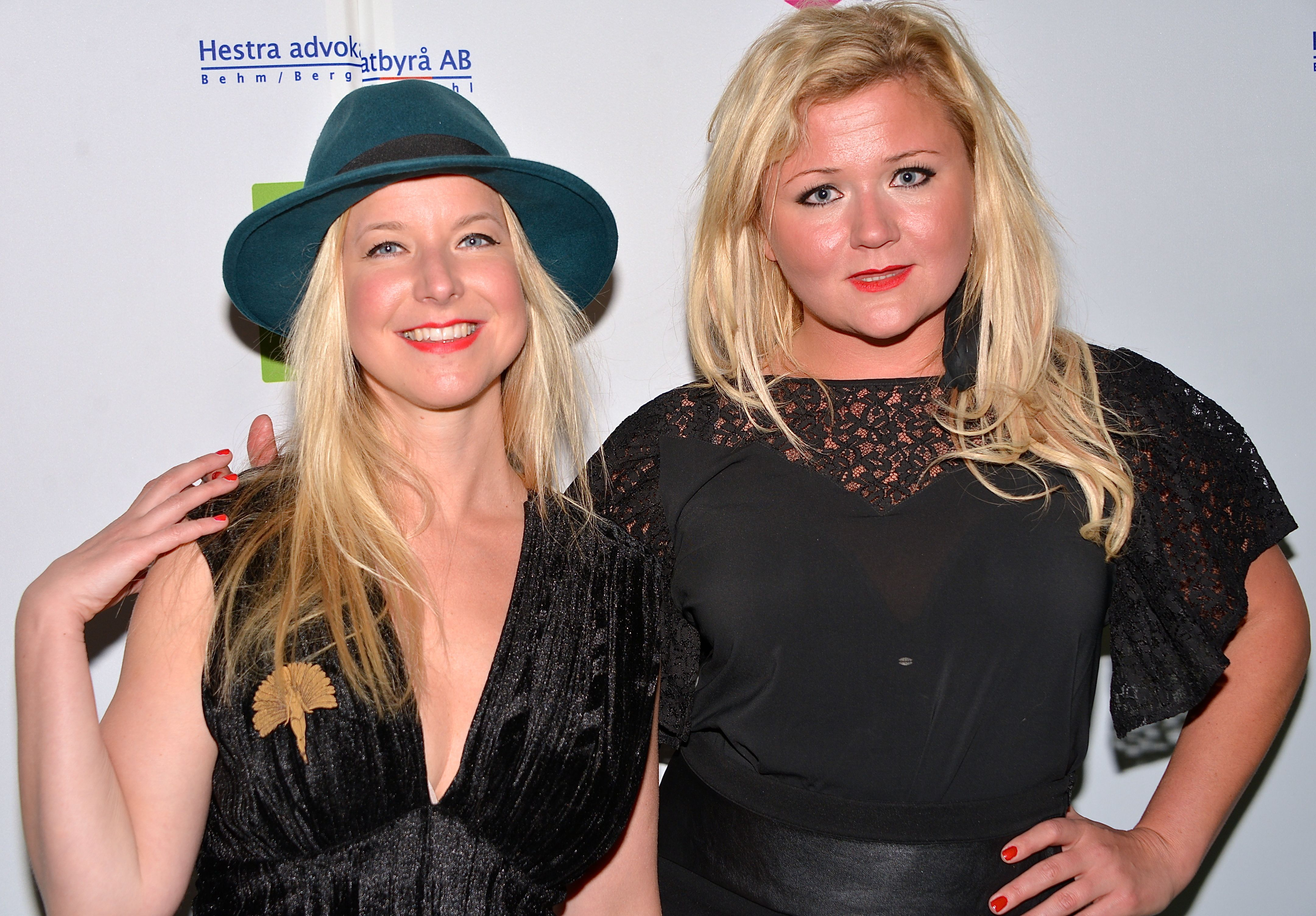
Cookies 'N' Beans (Frida Öhrn och Linda Ström) på Grammisgalan på Cirkus, Stockholm den 20 februari 2013.

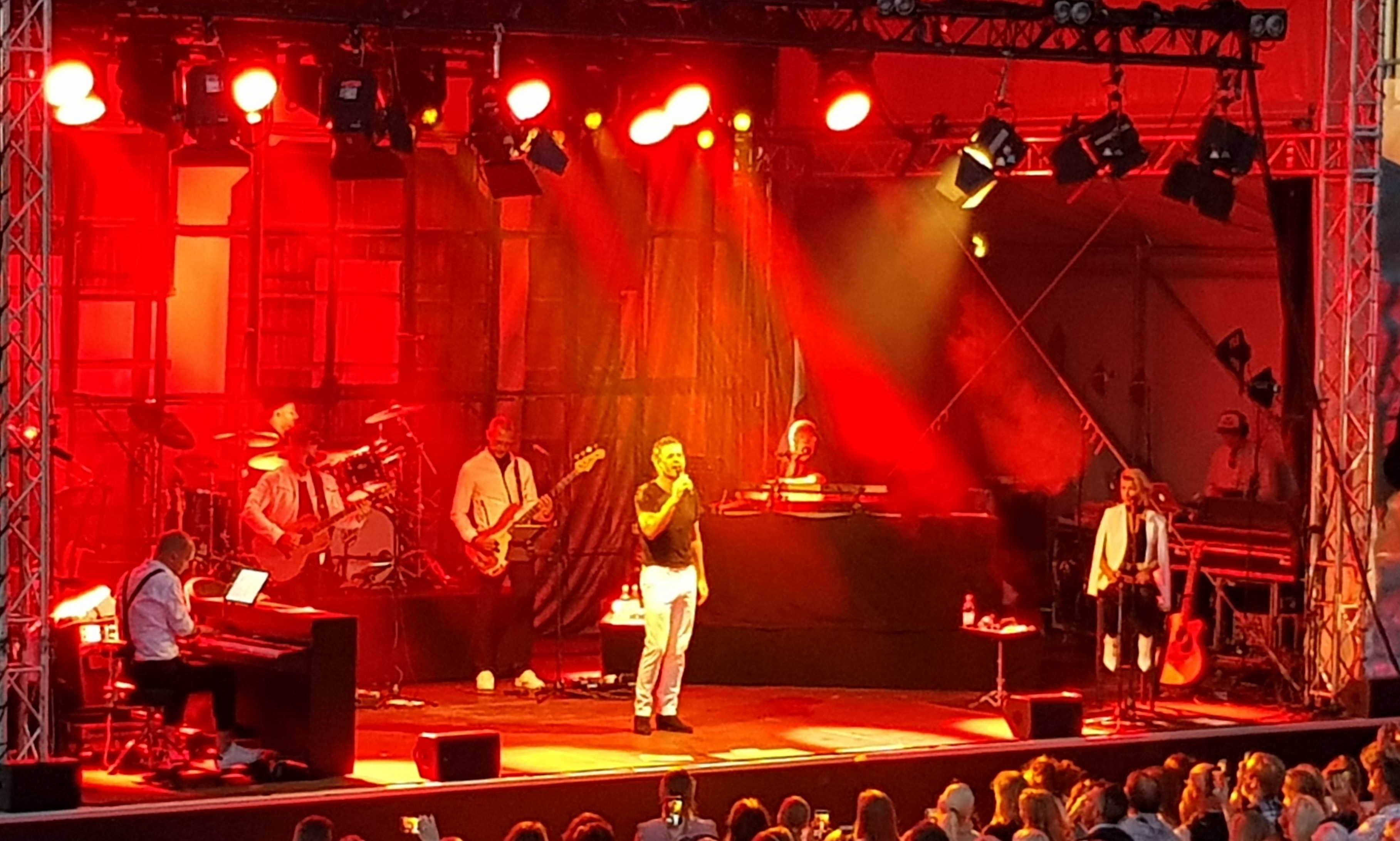
Öhrn (till höger) under en konsert tillsammans med Peter Jöback på Solgården i Tylösand den 17 juli 2019.

I oktober 2018 släppte Frida Öhrn singeln The Call tillsammans med bandet KlubbN som består av musikerna Johan Sandborgh, Per Björling och Niklas Lind. Frida Öhrn slog igenom internationellt tillsammans med gruppen Oh Laura med superhiten Release me år 2007 och har sedan bland annat ingått och turnerat land och rike runt tillsammans med country-trion Cookies 'N' Beans. 
Frida Öhrn har arbetat med några av Sveriges främsta musiker i olika framgångsrika konstellationer. Hon har varit musikansvarig och skådespelerska i den politiska föreställningen The Laramie project på Kulturhuset Stadsteatern i Skärholmen och under hösten 2018 medverkade  hon i Peter Jöbacks show ”Med hjärtat som insats” på Cirkus i Stockholm.
Singeln The Call var en del i en EP som släpptes under Öhrn 2018. Låten är skriven av trion Niklas Lind, Per Björling och Johan Sandborgh. 
År 2014 tog Frida Öhrn sina första steg som soloartist med debutsingeln What are you waiting for, och senare samma år släpptes EP:n Bang Bang, som gick under namnet ÖHRN. Här omges Fridas fantastiska röst och melodier av ett elektroniskt landskap, med en ljudbild där Massive Attack och Björk möter åttiotalets syntpop och modern svensk electropop i en omedelbar mix.
2007 gav hon och Bo Sundström ut albumet Den lyckliges väg. Albumet består av elva tonsatta dikter av Pär Lagerkvist. Hon medverkar på Caj Karlssons skiva Tillsammans med mig där hon sjunger duetten Under stjärnorna (en slags roadmovie). Öhrn har även uppträtt med Arne Domnérus och Uffe Flink. Parallellt med detta har Öhrn som enskild artist uppträtt i olika genre såsom jazz, rock, country, 1940-talsschlager och visor. På minneskonserten på Nalen efter Arne Domnérus bortgång framträdde Frida Öhrn som den enda kvinnliga sångartisten på Arne Domnérus begäran.[källa behövs]

#### LaRoxx
Öhrn var med i Melodifestivalen 2004 med "Ready or Not" som medlem i LaRoxx.

#### Cookies 'N' Beans
Cookies N' Beans gav 2007 ut sitt debutalbum Tales from a Trailor Trash Soul. 2008 vann Cookies 'N' Beans country-SM i genren Alternativ country.
Cookies 'N' Beans deltog i melodifestivalen 2009 med låten "What If". Gruppen uppträdde tillsammans Caj Karlsson sommaren 2009 och med Peter Jöback på Globens julkonsert 2009. Hösten 2009 var de med på en hyllningsskiva till Leonard Cohen, Cohen – the Scandinavian Report där de sjunger First We Take Manhattan.
År 2010 gav de ut sitt andra album Beg, Borrow and Steal. Den 19 mars 2010 deltog de i TV-programmet Så ska det låta.
De deltog i Melodifestivalen 2013 med låten "Burning Flags".

#### Banna Sona Band
Frida Öhrn och Kalle Moraeus bildade våren 2025 Banna Sona Band. Bandet består av 14 medlemmar. 

### Övriga större framträdanden
Frida medverkade tillsammans med Joacim Cans (sångare i Hammerfall) i TV-programmet Så ska det låta den 4 april 2008, och 24 januari 2016 tävlade hon tillsammans med Daniel Norberg. Hon medverkade även i Melodifestivalen 2020 med låten "We are One" som tog sig till Andra Chansen.

## Diskografi
Solo
- 2007 - Den lyckliges väg (Bo Sundström och Frida Öhrn)
- 2016 – EP Öhrn
- 2018  - Öhrn - Singelaktuell med The Call tillsammans med musikkollektivet KlubbN (Johan Sandborgh, Per Björling och Niklas Lind)
- 2020 - We Are One

Cookies 'N' Beans
- 2009 – Tales from a Trailor Trash Soul
- 2010 – Beg, Borrow and Steal
- 2012 – Go Tell the World
- 2013 – The First Steps

Oh Laura
- 2007 – A Song Inside My Head, A Demon Inside My Bed
- 2012 – The Mess We Left Behind

## Teater

### Roller
| År   | Roll    | Produktion                               | Regi            | Teater                   |
| ---- | ------- | ---------------------------------------- | --------------- | ------------------------ |
| 2018 |         | The Laramie Project Moisés Kaufman       | Carolina Frände | Kulturhuset Stadsteatern |
| 2023 | Doralee | 9 to 5 Patricia Resnick och Dolly Parton | Farnaz Arbabi   | Uppsala stadsteater      |